# Échirolles
Échirolles è un comune francese di 35 954 abitanti situato nel dipartimento dell'Isère della regione dell'Alvernia-Rodano-Alpi.
Il comune si trova a sud di Grenoble ed è interamente inglobato nella sua area metropolitana.

## Società

### Evoluzione demografica
Abitanti censiti

## Amministrazione

### Gemellaggi
- Grugliasco, Italia
- Honhoué, Benin
- Kimberley, Regno Unito